# Archidiecezja Adelaide
Archidiecezja Adelaide – jedna z pięciu archidiecezji rzymskokatolickich na terenie Australii i zarazem jedna z dwóch diecezji działających w granicach stanu Australia Południowa. Została erygowana w 1842 jako diecezja Adelaide. W 1887 została podniesiona do rangi archidiecezji. Jednocześnie ustanowiono metropolię Adelaide, obejmującą obszar Australii Południowej oraz Terytorium Północnego.
Archidiecezja obejmuje obszar 103 600 km². Łącznie na tym terenie zamieszkuje ok, 1,29 mln osób, z czego przynależność do Kościoła katolickiego deklaruje ok. 275 tysięcy, czyli ok. 21%. Patronem archidiecezji jest św. Patryk, a główną świątynią archikatedra św. Franciszka Ksawerego w Adelaide. Philip Wilson, arcybiskup metropolita Adelaide, pełni jednocześnie funkcję przewodniczącego Konferencji Episkopatu Australii.

## Lista biskupów

### Biskupi diecezjalni Adelaide
1. Francis Murphy (1843-1858)
2. Patrick Bonaventure Geoghegan OFM (1859-1864)
3. Laurence Bonaventure Sheil OFM (1866-1872)
4. Christopher Augustine Reynolds (1873-1887)

### Arcybiskupi metropolici Adelaide
1. Christopher Augustine Reynolds (1887-1893)
2. John O'Reilly (1895-1915)
3. Robert William Spence OP (1915-1934)
4. Andrew Killian (1934-1939)
5. Matthew Beovich (1939-1971)
6. James William Gleeson (1971-1985)
7. Leonard Faulkner (1985-2001)
8. Philip Wilson (2001-2018)
9. Patrick O’Regan (od 2020)

### Arcybiskupi koadiutorzy Adelaide
- Robert William Spence OP (1914-1915)
- Andrew Killian (1933-1934)
- James William Gleeson (1964-1971)
- Leonard Faulkner (1983-1985)
- Philip Wilson (2000-2001)

### Biskupi pomocniczy Adelaide
- Francis Augustin Henschke (1937-1939)
- James William Gleeson (1957-1964)
- Philip James Anthony Kennedy (1973-1985)
- Gregory O’Kelly SJ (2006-2009)